# Родчев, Василий Яковлевич
Васи́лий Я́ковлевич (Палла́диевич) Ро́дчев (Ро́тчев) (1768–1803) — русский исторический и портретный живописец, последователь классицизма, второстепенная фигура среди петербургских художников екатерининской и павловской эпох, причисляемый к кругу и школе Степана Щукина. Академик Императорской Академии художеств (с 1800; ассоциированный член — «назначенный» с 1795).

## Биография
Сын «вольного столяра немца». Воспитанник Императорской Академии художеств с 5-и летнего возраста (1773). Во время обучения получал награды Академии: малая серебряная медаль (1786), большая серебряная и большая золотая медали (1788). Окончив обучение с аттестатом 1-й степени (1789) был отправлен за границу в качестве пенсионера Академии художеств.
Получил звание «назначенного в академики» (1795) за картину «Святой Себастьян» и был определён в живописный исторический класс Академии художеств для «смотрения за учениками» (1795—1798). Незадолго до смерти, в 1800 году, художник был удостоен звания академика за программу «К Андроклу, укрывающемуся в пещере, нечаянно пришел также лев, у которого одна лапа была повреждена и окровавлена. Стонаньем он своим изъявил боль и мучение. Сперва как Андрокол увидел приходящего зверя, весь от страха оцепенел, но потом, как самым делом оказалось, что он в свое обиталище войдя, увидел Андрокла, кроющегося в углу, смирно и кротко к нему подойдя, подняв лапу, кажет и протягивает, аки бы казалось, что от него помощи требует». В 1803 году Родчеву было присвоено звание адъюнкт-профессора.

## Галерея

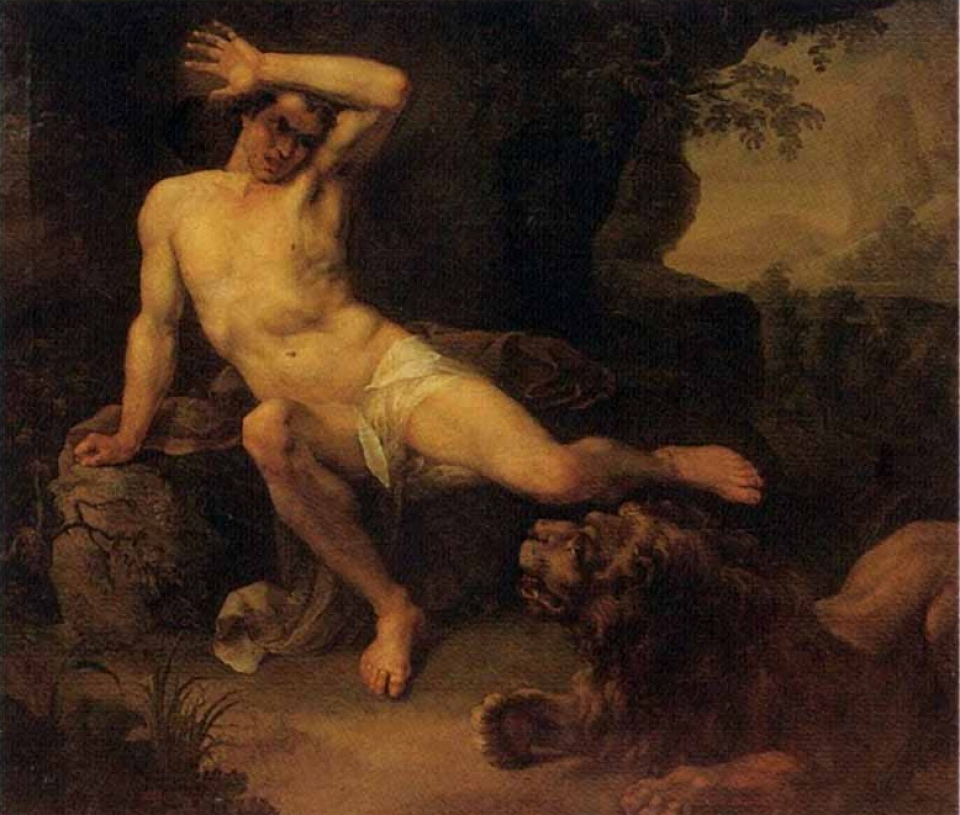
Андрокл, укрывающийся в пещере
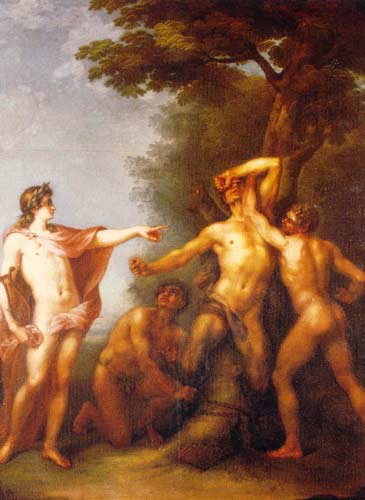
Аполлон, повелевающий сатирам привязать Марсия к дереву
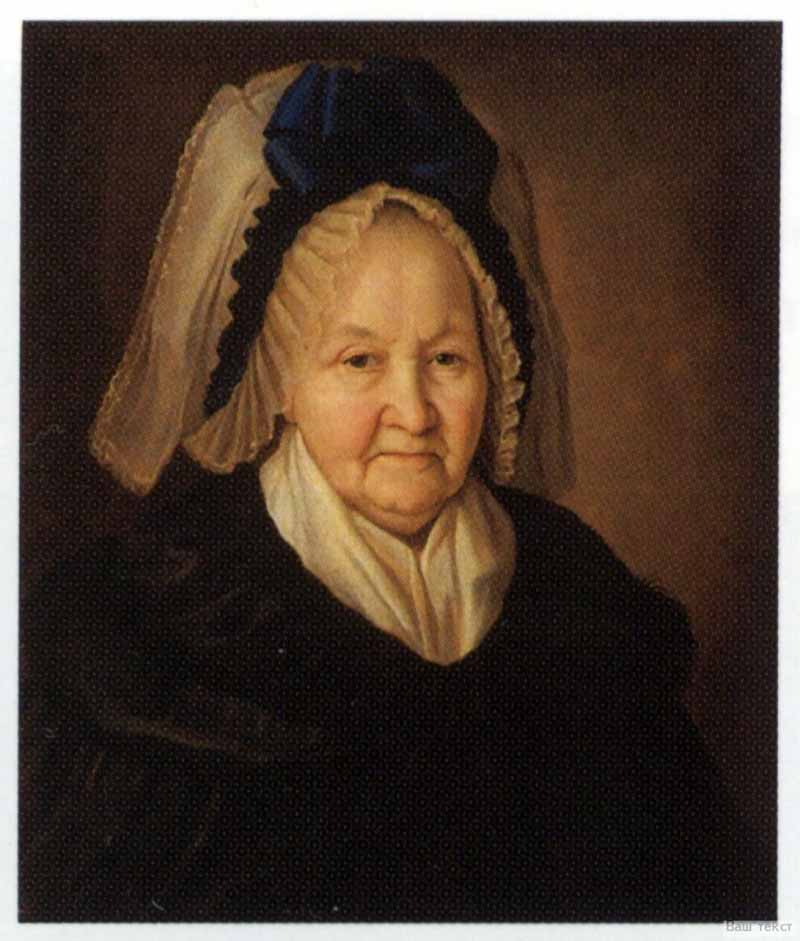
Портрет А. А. Шамшевой
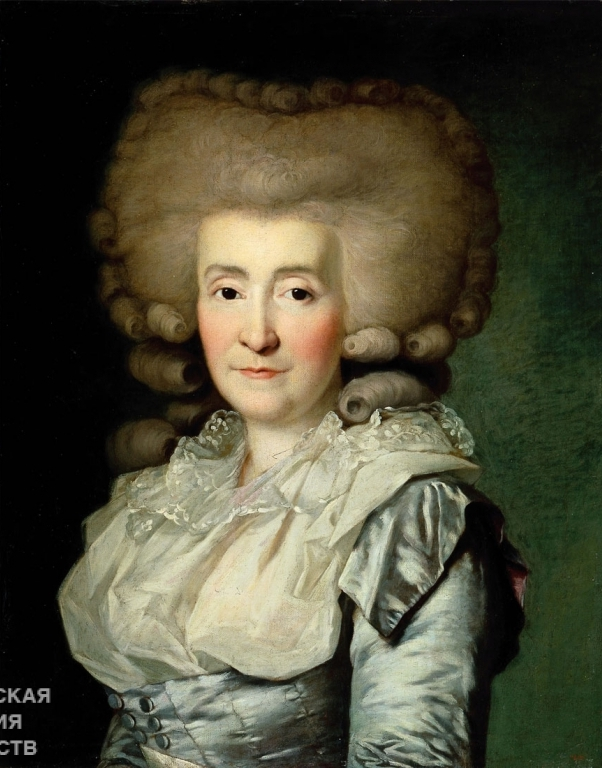
Портрет неизвестной в сером платье
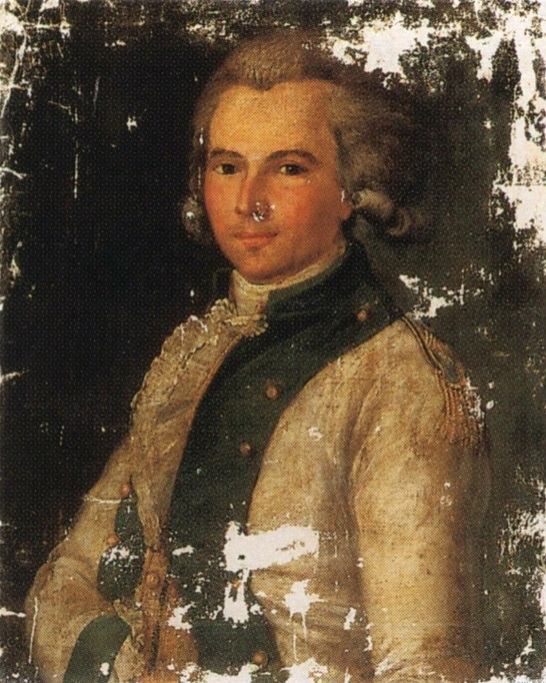
Лупандин Иван Кириллович
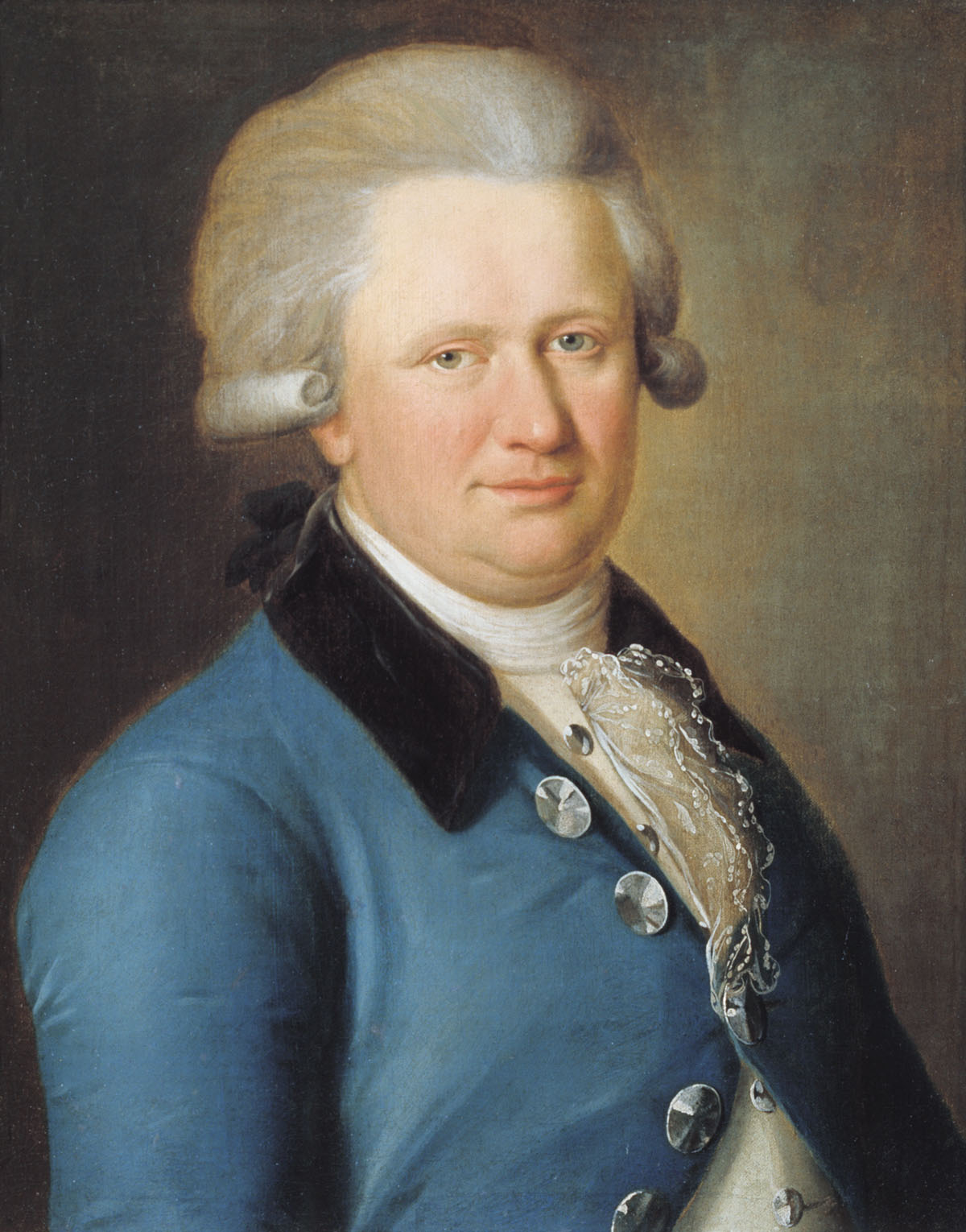
Мужской портрет
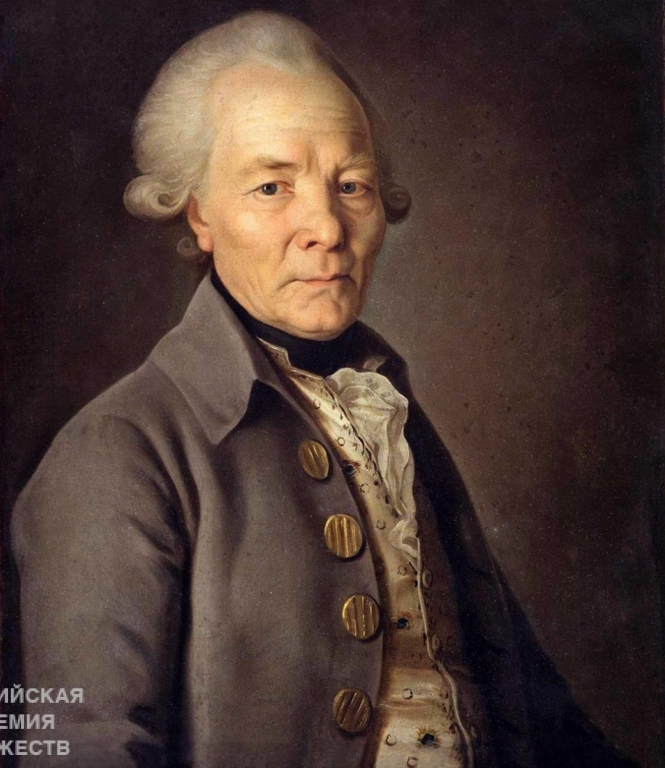
Портрет И. П. Штрема